# Hartmut V. von Cronberg
Hartmut V. von Cronberg (geboren um 1300 (?); gestorben am 25. Oktober 1334) war ein Mitglied der Adelsfamilie von Cronberg aus dem Kronenstamm der Familie.

## Leben
Hartmut V. war Sohn von Hartmut IV. von Cronberg; als dessen Gemahlin wird Margarete Marschall von Waldeck vermutet, die demnach seine Mutter gewesen sein könnte. Er war zudem Neffe des Wormser Bischofs Eberwin von Cronberg und nutzte diese Verwandtschaft für den eigenen gesellschaftlichen Aufstieg. In dieser Zeit hatten die Cronberger bereits mit der Kapitalbildung und strategischen Geldgeschäften begonnen, und Hartmut führte diese Politik fort.
Vom 6. November 1322 an war Hartmut der Burggraf zu Starkenburg im Odenwald, eine Verwaltungsaufgabe, die er beim Erzbistum Mainz erworben hatte, welchem die Burg gehörte. Ebenfalls ab 1322 nahm er Rechte in Weinheim und zu Fürstenau wahr. Ferner kaufte er Besitzungen bei Höchst, Sossenheim, Schönberg, Oberhöchstädt und Niederhöchstadt. Hartmut V. erhielt 1324 den Hoftitel eines Erbmundschenks des Erzbistums, 1326 lieh er dem Erzbischof 1000 Pfund Heller.
Sein Sohn Hartmut VI. und dessen Cousin Frank VIII. führten die Geschäftspraktiken weiter fort und erwirtschafteten für die damalige Zeit gewaltige Summen, was Frank dem Reichen den Grundstock seines Vermögens einbrachte.

## Ehen und Nachkommen
Hartmut ehelichte am 5. September 1314 die soeben verwitwete Margarete von Starkenburg-Heppenheim (gestorben 1330 oder 1332); in zweiter Ehe am 21. März 1334 Else von Weinsberg (gestorben zwischen 1351 und 1368). Bis auf Hartmut VII. gingen alle im folgenden aufgeführten Nachkommen aus der ersten Ehe hervor:
- Hartmut VI. (geboren 1330; gestorben 1372), Ritter und Jerusalemfahrer 1350, heiratete 1332 Elisabeth von Stralenberg; nach deren Tod 1338 in zweiter Ehe Willeburg von Isenburg, 4 Nachkommen.
- Elisabeth (bezeugt zwischen 1337 und 1351), heiratete Werner senior von Bellersheim, genannt von Rockenberg (1329–1354).
- Else (bezeugt zwischen 1327 und 1372), heiratete Gilbrecht Lewe von Steinfurt (1333–1371)
- Grete (war 1344 unverheiratet; gestorben vor 1372)
- Guda (bezeugt zwischen 1355 und 1382), heiratete Heinrich V. Beyer von Boppard (gestorben 1355)[3] und danach 1355 Johan Krig von Vetzberg (gestorben 1355) sowie in dritter Ehe 1372 Cuno Herdan von Büches (gestorben 1383)
- Petrissa (genannt Petze, gestorben vor 1372), heiratete Sifried von Dienheim (gestorben 1360)
- Frank (genannt Frenkelin, bezeugt für 1345 und 1370)
- Hartmut VII. (genannt der Junge, geboren 1335; gestorben vor 1370), heiratete 1355 Adelheid von Nassau (1306–1325); dann in zweiter Ehe Agnes Kemmerer von Worms, genannt von Dalberg